# 伊娃·赫茲高娃
伊娃·赫茲高娃（Eva Herzigová；1973年3月10日—捷克超級名模，出生於捷克的小村落。她過去是內衣品牌Wonderbra的代言人及另一內衣品牌，維多利亞的秘密的模特兒。

## 經歷

### 早期生活
伊娃從小就參加各種運動，例如滑雪、籃球、體操及跑步。她還懂得四種語言，英語、捷克語、法語和俄語。她喜歡騎馬及看電影。伊娃亦不喜歡吃甜品，她只愛吃法國菜、意大利菜和日本菜。

### 模特兒事業
1992年，伊娃開始踏足時裝天橋。在90年代的歐美時尚界，她被譽為「90年代的瑪麗蓮·夢露」。1994年，她為Wonderbra指攝了一幅廣告照，其中一句"Hello Boys"廣告標語，令伊娃竄紅起來。